# 港西下里
港西下里，是台灣南部自清治時期至日治初期的一個行政區劃，其範圍包括今屏東縣的內埔鄉西南部、竹田鄉全部及萬丹鄉中南部。
港西下里北邊為港西中里，東南邊為港東上里，西南邊為新園里，西邊為小竹下里。

## 管轄街庄
港西下里共轄21個庄：
- 今內埔鄉境內：內埔庄、忠心崙庄、老東勢庄、新東勢庄、新北勢庄、老北勢庄
- 今竹田鄉境內：頓物庄、二崙庄、南勢庄、西勢庄、溝仔墘庄、鳳山厝庄
- 今萬丹鄉境內：萬丹庄、頂林仔庄、濫庄、下蚶庄、保長厝庄、新庄仔庄、後庄仔庄、興化廍庄、甘棠門庄